# Torre de los Picos
La torre de los Picos es una construcción defensiva de la Alhambra de la ciudad española de Granada.

## Descripción
La torre, que guarda la puerta de Hierro, está conformada por tres cuerpos interiores. Data de finales del siglo XIII o principios del XIV. Aparece descrita en el Estudio descriptivo de los monumentos árabes de Granada, Sevilla y Córdoba (1885) de Rafael Contreras y Muñoz con las siguientes palabras:

Es una construcción defensiva que guarda la Puerta de Hierro. En su interior tiene tres cuerpos y una hermosa tarbea cruzada por dos arcos apuntados que forman su techumbre. El exterior conserva detalles de los que han sido despojadas las demás torres de la Alhambra. Los Picos, que le dan nombre hoy, son las almenas que había en todo el recinto de la fortaleza. Sus ventanas de piedra son del puro estilo árabe. La puerta y las torres que la defienden hacen un conjunto misterioso y fantástico donde se ha inspirado la pluma de Washington Irving para describirnos á aquel poderoso y rico judío Almamen, que se deslizaba durante la noche por este sombrío lugar, para ir en busca de los medios de venganza que premeditaba contra el seductor de su hija. Más allá se ven unas bóvedas casi llenas de escombros que fueron las caballerizas del conde de Tendilla, y antes, el alojamiento de un cuerpo de caballería africana que guardaba la entrada. Hemos descubierto últimamente en esta torre que las dos curvas ojivales que se cruzan en la tarbea, son modernas, que tiene arcos vestidos de arabescos, y pinturas en los paramentos y bóvedas cubiertas por el yeso y el humo.
(Contreras y Muñoz, 1885, pp. 183-184)